# Ягодін Геннадій Олексійович
Геннадій Олексійович Ягодін (3 червня 1927, село Великий В'ясс Саранського повіту Пензенської губернії, тепер Лунінського району Пензенської області, Російська Федерація — 4 січня 2015, місто Москва) — радянський державний діяч, хімік, ректор Московського хіміко-технологічного інституту імені Менделєєва, міністр вищої і середньої спеціальної освіти СРСР, голова Державного комітету СРСР з народної освіти. Член ЦК КПРС у 1986—1991 роках. Депутат Верховної Ради СРСР 11-го скликання. Доктор хімічних наук (1971), професор. Член-кореспондент Академії наук СРСР (1976—1991) і Російської академії наук (з 1991 року). Дійсний член Російської академії освіти (РАО).

## Життєпис
Народився в родині службовця.
Член ВКП(б) з 1948 року.
У 1950 закінчив Московський хіміко-технологічний інститут імені Менделєєва (МХТІ), інженер-технолог.
У 1950—1952 роках — 1-й секретар Совєтського районного комітету ВЛКСМ міста Москви.
У 1952—1955 роках — аспірант Московського хіміко-технологічного інституту імені Менделєєва.
У 1955—1963 роках — асистент, заступник декана, декан, доцент Московського хіміко-технологічного інституту імені Менделєєва.
У 1963—1966 роках — заступник генерального директора Міжнародного агентства з атомної енергії у Відні.
У 1966—1971 роках — доцент, у 1971—1973 роках — декан факультету Московського хіміко-технологічного інституту імені Менделєєва.
У 1973—1985 роках — ректор Московського хіміко-технологічного інституту імені Менделєєва.
16 липня 1985 — 5 березня 1988 року — міністр вищої і середньої спеціальної освіти СРСР.
11 березня 1988 — 27 листопада 1991 року — голова Державного комітету СРСР з народної освіти. 27 листопада — 10 грудня 1991 року — голова Комітету СРСР з освіти.
У 1991—2001 роках — ректор Московського міжнародного університету.
Почесний професор РХТУ імені Дмитра Менделєєва (2002), почесний доктор Веспремського хіміко-технологічного університету (Угорщина), Вищої хіміко-технологічної школи (Болгарія), Вищої хіміко-технологічної школи (Прага, Чехія), Вроцлавської політехніки (Польща), Південно-Корейського університету Кон Хі, університету Фукуяма (Японія).
Основні дослідження стосуються хімії рідкісних металів, загальних проблем фізичної хімії. Розробив теоретичні основи і технологію поділу, а також прецизійного очищення цирконію і гафнію. Встановив існування стійких багатоядерних з'єднань цирконію. Розробив нові методи вивчення нестаціонарної масопередачі в процесах екстракції, що забезпечують вимір констант швидкості поверхневих реакцій і визначення механізму поверхневих явищ.
У співавторстві з співробітниками видав підручник «Технологія рідкісних металів в атомній техніці» (1974). Заснував одну з наукових шкіл з кінетики екстракційних процесів.
Помер 4 січня 2015 року. Похований на Троєкуровському цвинтарі в Москві.

## Нагороди
- орден Леніна
- орден Жовтневої Революції
- орден Трудового Червоного Прапора
- медалі
- Державна премія СРСР (1985) — за розробку та впровадження екстракційних процесів, що забезпечили підвищення комплексності використання поламеталургійної сировини та створення на УКСЦК імені В. І. Леніна виробництва рідкісних металів
- Премія Президента Російської Федерації в галузі освіти (2000)
- заслужений працівник вищої школи Російської Федерації (2013)